# 루카바츠

루카바츠의 위치

루카바츠(세르비아어: Лукавац, Lukavac, 보스니아어: Lukavac, 크로아티아어: Lukavac)는 보스니아 헤르체고비나 북동부에 위치한 도시로 면적은 337km2, 인구는 46,731명(2013년 기준), 인구 밀도는 139명/km2이다.
행정 구역상으로는 보스니아 헤르체고비나 연방 투즐라 주에 속한다. 화학 공업으로 유명한 도시이다.